# محمود موعد
محمود موعد (1942 - 1997م)، هو أديب وقاص فلسطيني أحد أبرز كتّاب القصّة الفلسطينيّة. هو من مواليد صفورية بالناصرة عام 1942م، وأقام في دمشق منذ نكبة فلسطين عام 1948م، حيث اختلط بمجتمعها وأدبائها، وقدم نتاجاً غزيراً من أبرزه مجموعاته القصصية «رباعيات الموت والجنون» و «المرايا» و «قصص من فلسطين» ومن مجموعاته الشعرية «عاشق من فلسطين» و«برقوق من فلسطين».
تلقى تعليمه في سورية ثم أتم دراسته الجامعية في جامعة دمشق وتابع تحصيله في جامعة القاهرة. أما دراسته العالية فقد أتمها في السوربون باريس فتخرج فيها عام 1978 حاملاً الدكتوراه في الأدب الحديث. عمل أستاذاً جامعياً في كلية الآداب- قسم اللغة العربية، ومدرساً في المعهد العالي للعلوم المسرحية ومديراً عاماً لدائرة التربية والتعليم العالي.

## وفاته
توفي محمود موعد في دمشق عام 1997، أحد أبرز كتّاب القصّة الفلسطينيّة، اثر نوبة قلبيّة مفاجئة. والكاتب الذي رحل عن عمر لا يتجاوز الـ 55 عاماً.

## من مؤلفاته
- رباعية الموت والجنون- قصص- دمشق 1978.
- قصص من فلسطين- مختارات قصصية-
- فحيح المرايا- قصص- بيروت 1988.
- العجوز الشريرة- رواية- ترجمة- ماركيز 1989.
- عاشق من فلسطين- شعر بالفرنسية- 1990.
- مدن الحلم- رواية- ايتالوكاليفينو- دار المدى -1998